# Кубок Німеччини з футболу 1991—1992
Кубок Німеччини з футболу 1991—1992 — 49-й розіграш кубкового футбольного турніру в Німеччині, перший після возз'єднання Німеччини. У кубку взяли участь 87 команд (у тому числі команди зі Східної Німеччини). Переможцем кубка Німеччини вперше став Ганновер 96, який на час змагань виступав у Другій Бундеслізі.

## Регламент
З цього розіграшу кубка скасовано матчі-перегравання. Якщо основний час матчу закінчувався внічию, команди грали ще два тайми по 15 хвилин. У випадку, якщо зберігалась нічия, команди визначали переможця, пробиваючи пенальті (по 5 ударів кожна команда).

## Третій раунд
| Команда 1                     | Рахунок         | Команда 2                            |
| ----------------------------- | --------------- | ------------------------------------ |
| 3 вересня 1991                |                 |                                      |
| Штутгартер Кікерс             | 3:1 дч          | Лейпциг (2)                          |
| Зулер (3)                     | 0:5             | Динамо (Дрезден)                     |
| Ремшайд (2)                   | 1:3             | Баєр 05 Юрдінген (2)                 |
| Фортуна (Дюссельдорф)         | 1:3             | Вердер                               |
| Баєр 04                       | 2:0             | Кельн                                |
| Боруссія (Дортмунд)           | 2:3             | Ганновер 96 (2)                      |
| Гомбург (2)                   | 0:0 дч пен. 1:3 | Кайзерслаутерн                       |
| Айнтрахт (Франкфурт-на-Майні) | 0:1             | Карлсруе СК                          |
| 4 вересня 1991                |                 |                                      |
| Вольфсбург (3)                | 1:3             | Штутгарт                             |
| Ройтлінген-1905 (3)           | 3:1             | Рот-Вайс (Ерфурт) (2)                |
| Фрайбургер (3)                | 1:0             | Рот-Вайс (Толай) (3)                 |
| Гамбург (аматори) (3)         | 0:0 дч пен. 6:5 | Панковер Бергман-Борсіг (Берлін) (3) |
| Бамберг (3)                   | 4:0             | Гавельзе (Гарбсен) (3)               |
| Юліх-1910 (3)                 | 0:1             | Боруссія (Менхенгладбах)             |
| Фортуна (Кельн) (2)           | 5:3 дч          | Ганза                                |
| 11 вересня 1991               |                 |                                      |
| Вікторія (Кельн) (3)          | 1:0             | Вальдгоф (2)                         |

## Четвертий раунд
| Команда 1                | Рахунок | Команда 2            |
| ------------------------ | ------- | -------------------- |
| 24 вересня 1991          |         |                      |
| Гамбург (аматори) (3)    | 0:1     | Карлсруе СК          |
| Ройтлінген-1905 (3)      | 2:3 дч  | Баєр 04              |
| Вердер                   | 4:1     | Динамо (Дрезден)     |
| Боруссія (Менхенгладбах) | 2:0     | Фортуна (Кельн) (2)  |
| Ганновер 96 (2)          | 1:0     | Баєр 05 Юрдінген (2) |
| 25 вересня 1991          |         |                      |
| Вікторія (Кельн) (3)     | 1:2 дч  | Штутгартер Кікерс    |
| Фрайбургер (3)           | 1:6     | Штутгарт             |
| Бамберг (3)              | 0:1     | Кайзерслаутерн       |

## Чвертьфінали
| Команда 1                | Рахунок | Команда 2         |
| ------------------------ | ------- | ----------------- |
| 29 жовтня 1991           |         |                   |
| Боруссія (Менхенгладбах) | 2:0     | Штутгартер Кікерс |
| 30 жовтня 1991           |         |                   |
| Баєр 04                  | 1:0 дч  | Штутгарт          |
| Ганновер 96 (2)          | 1:0     | Карлсруе СК       |
| 3 грудня 1991            |         |                   |
| Вердер                   | 2:0     | Кайзерслаутерн    |

## Півфінали
| Команда 1                | Рахунок         | Команда 2 |
| ------------------------ | --------------- | --------- |
| 7 квітня 1992            |                 |           |
| Боруссія (Менхенгладбах) | 2:2 дч пен. 2:0 | Баєр 04   |
| 8 квітня 1992            |                 |           |
| Ганновер 96 (2)          | 1:1 дч пен. 6:5 | Вердер    |

## Фінал
| 23 травня 1992 18:00 (CET) |

| Ганновер 96                                        | 0:0 дч   | Боруссія (Менхенгладбах)                   |
| -------------------------------------------------- | -------- | ------------------------------------------ |
|                                                    | Протокол |                                            |
|                                                    | Пенальті |                                            |
| Джелмаш · Вуйцицький · Фройнд · Крецшмар · Шенберг | 3:4      | Кастенмаєр · Крінс · Пфліпсен · Фах · Нойн |

| Олімпіаштадіон, Берлін Глядачів: 76 200 Арбітр: Бернд Гайнеман |